# Kharijapikon
Kharijapikon é uma vila no distrito de Goalpara, no estado indiano de Assam.

## Demografia
Segundo o censo de 2001, Kharijapikon tinha uma população de 5833 habitantes. Os indivíduos do sexo masculino constituem 57% da população e os do sexo feminino 43%. Kharijapikon tem uma taxa de literacia de 73%, superior à média nacional de 59,5%: a literacia no sexo masculino é de 80% e no sexo feminino é de 64%. Em Kharijapikon, 13% da população está abaixo dos 6 anos de idade.